# Пти, Франсуа Пурфур дю
Франсуа́ Пурфу́р дю Пти (фр. François Pourfour du Petit; 24 июня 1664, Париж — 18 июня 1741, Париж) — французский анатом, офтальмолог, хирург. Его именем названы некоторые анатомические структуры в человеческом организме.

## Биография
Франсуа Пти родился в Париже 24 июня 1664 года, в семье торговцев. Рано остался без родителей. Обучение начал в Коллеже Бовэ (фр. Collège de Beauvais), что в Париже. Большое влияние на Франсуа Пти, по его же словам, оказал некий меценат Блонден, владевший большой библиотекой, доступ к которой и получил молодой Пти. Далее Франсуа Пти учился в Университете Монпелье, на юге Франции. Здесь же в 1690 году получает степень доктора медицины. После возвращается обратно в Париж и продолжает стажироваться в Больнице Милосердия (фр. Hôpital de la Charité). Параллельно посещал публичные лекции известных парижских учёных: Гишара Дюверне (анатом), Жозефа Питтона де Турнефора (ботаник), Никола Лемери (химик).
В 1693 году Франсуа Пти отправляется в качестве армейского врача во Фландрию. Здесь он долгое время трудится в военных госпиталях вплоть до подписания Утрехтского мира в 1713 году. Большую часть своих исследований он сделал именно в это время. В 1713 году возвращается в Париж и практикует как офтальмолог.
С 1722 года член Французской академии наук.

## Вклад в науку
Работая в военных госпиталях, Франсуа Пти обратил внимание на некую особенность, связанную с тем, что у многих солдат с травмами головы наблюдаются двигательные нарушения в конечностях, причём на противоположной относительно травме стороне.
Франсуа Пти описывал некоторые волокна пирамидного пути, в том числе и перекрест пирамид.
Также, в книгах Пти можно встретить описания симптомов, схожих с теми, что позже описали Клод Бернар и Йоганн Горнер. Речь идёт о синдроме Бернара-Горнера.

## Названы именем Пти

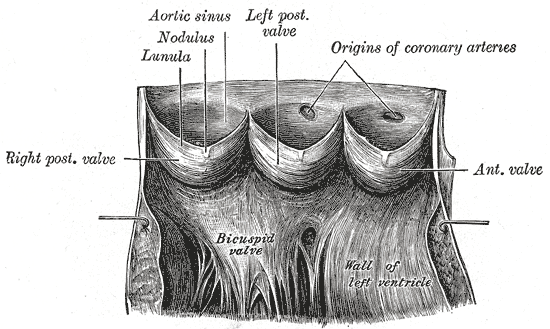
Строение сердца в области полулунных клапанов

- Петитов канал, канал Пти (син.: Пространства пояка, лат. spatia zonularia)

 — щелевидные пространства меж волокнами ресничного пояска (цинновы связки), натянутого между капсулой хрусталика и ресничным телом. Петитов канал заполнен водянистой влагой (лат. humor aquosus).
- Синусы Пти (син.: синусы аорты) — пазухи между каждой из полулунных заслонок и стенкой аорты.[2]
- Синдром Пти (син. обратный синдром Горнера) — сочетание экзофтальма, мидриаза и расширения глазной щели, наблюдаемых лишь с одной стороны. Обусловлен раздражением симпатических волокон области шеи.[3]

## Книги
- Trois lettres d’un médecin sur un nouveau système du cerveau. Namur, C. G. Albert, 1710.
- Trois lettres d'un médecin des hôpitaux du Roy. .. contient un nouveau système du cerveau, etc. Namur, C. G. Albert, 1710. Theory of contralateral innervation.
- Mémoire sur les yeux gelés, dans lequel on détermine la grandeur des chambres qui renferment l’humeur aqueuse. 1723. Mémoires de l’Académie Royale des sciences, 1753; 38-54.
- Mém. sur plusieurs découvertes faites dans les yeux de l’homme etc. Mémoires de l’Académie royale des sciences, 1723.
- Sur l’opération de la cataracte.Mémoires de l’Académie des sciences de Paris, 1724.
- Pourqui les enfants ne voyent pas clair en venant au monde, et quelques temps après qu’ils sont nés. 1726. Mémoires de l’Académie royale des sciences, 1739: 246-257.
- Mémoire dans lequel il est démontré que les nerfs intercosteaux fournissent des rameaux qui portent des esprits dans les yeux. Histoire de l'Académie royale des sciences. Avec les Mémoires de Mathématique & de Physiologie pour la même année. 1727: 1-19. Descibed the series of experiments of 1712 and 1725.
- Mémoires sur plusieurs découvertes faites dans les yeux de l’homme, des animaux à quatre pied, des oiseaux et des poissons. 1726. In Mémoires de l’Académie royale des sciences, 1753: 69-83.
- Mémoire dans lequel on détermine l’endroit où il faut piquer l’oeil dans l’operation de la cataracte. 1726. Mémoires de l’Académie Royale des sciences, 1753: 262-272.
- Différentes manières de connaître la grandeur des chambres de l’humeur aqueuse dans les yeux de l’homme. Mémoires de l’Académie Royale des sciences, 1727. Describing his ophthalmometer.
- Démontrer que l’uvée est plane dans l’homme. 1728. Mémoires de l’Académie royale des sciences, 1753: 06-224.
- Différentes manières de connoître le grandeur des chambres de l’humeur aqueuse de l’homme. Describes his ophthalmometer. 1728. Mémoires de l’Académie royale des sciences, 1753; 289-300.
- Mémoir sur le cristallin de l’oeil de l’homme, des animaux à quatre pieds erc. Mémoires de l’Académie royale des sciences, 1730.
- Louis Gabriel Michaud (1811-1862), editor:Biographie Universelle. Paris, 1823, volume 33: 500-501.
- August Hirsch, editor:Biographisches Lexikon der hervorragenden Ärzte aller Zeiten und Völker. Berlin and Vienna : Urban & Schwarzenberg, 2nd edition, 1932, volume 4: 567-568.
- S. Duckett:[Study of cerebellar function by francois pourfour du petit (1710).] L'Encephale, March-April 1964, 53: 291-298. Article in French.
- Eruika Zehnder:François Pourfour du Petit (1664 – 1741) und seine experimentelle Forschung über das Nervensystem. 1968, 39 pages. Zürcher Medizingeschichtlichen Abhandlungen
- E. Best:Pourfour du Petit, François. In: Charles Coulston Gillispie, editor in chief: Dictionary of Scientific Biographies. Charles Scribner’s Sons. New York, 1970.